# Pallavolo ai XIX Giochi centramericani e caraibici - Torneo femminile
Il torneo femminile di pallavolo ai XIX Giochi centramericani e caraibici si è svolto dal 29 novembre al 7 dicembre 2002 a San Salvador, in El Salvador, durante i XIX Giochi centramericani e caraibici. Al torneo hanno partecipato 8 squadre nazionali centramericane e caraibiche e la vittoria finale è andata par la terza volta alla Repubblica Dominicana.

## Squadre partecipanti
- Barbados
- Costa Rica
- El Salvador
- Messico
- Nicaragua
- Porto Rico
- Rep. Dominicana
- Venezuela

## Gironi
| Girone A                                 | Girone B                                      |
| ---------------------------------------- | --------------------------------------------- |
| El Salvador Messico Nicaragua Porto Rico | Barbados Costa Rica Rep. Dominicana Venezuela |

## Fase finale

### Finali 1º e 3º posto
|  | Quarti     | Quarti     |                 |            | Semifinali         | Semifinali         |  |  | Finale 1º/2º posto | Finale 1º/2º posto |
|  |            |            |                 |            |                    |                    |  |  |                    |                    |
|  |            |            |                 |            |                    |                    |  |  |                    |                    |
|  |            |            |                 |            |                    |                    |  |  |                    |                    |
|  | Messico    | 3          |                 |            |                    |                    |  |  |                    |                    |
|  | Messico    | 3          |                 |            |                    |                    |  |  |                    |                    |
|  | Costa Rica | 0          |                 |            |                    |                    |  |  |                    |                    |
|  | Costa Rica | 0          | Venezuela       | 3          |                    |                    |  |  |                    |                    |
|  |            |            | Venezuela       | 3          |                    |                    |  |  |                    |                    |
|  |            | Porto Rico | 1               |            |                    |                    |  |  |                    |                    |
|  | -          | Porto Rico | 1               | -          |                    |                    |  |  |                    |                    |
|  | -          |            |                 | -          |                    |                    |  |  |                    |                    |
|  | -          | -          |                 |            |                    |                    |  |  |                    |                    |
|  | -          | -          | Rep. Dominicana | 3          |                    |                    |  |  |                    |                    |
|  |            |            | Rep. Dominicana | 3          |                    |                    |  |  |                    |                    |
|  |            | Venezuela  | 0               |            |                    |                    |  |  |                    |                    |
|  | Porto Rico | Venezuela  | 0               | 3          |                    |                    |  |  |                    |                    |
|  | Porto Rico |            |                 | 3          |                    |                    |  |  |                    |                    |
|  | Nicaragua  | 0          |                 |            |                    |                    |  |  |                    |                    |
|  | Nicaragua  | 0          | Rep. Dominicana | 3          | Finale 3º/4º posto | Finale 3º/4º posto |  |  |                    |                    |
|  |            |            | Rep. Dominicana | 3          | Finale 3º/4º posto | Finale 3º/4º posto |  |  |                    |                    |
|  |            | Messico    | 0               |            |                    |                    |  |  |                    |                    |
|  | -          | Messico    | 0               | -          | Messico            | 3                  |  |  |                    |                    |
|  | -          |            |                 | -          | Messico            | 3                  |  |  |                    |                    |
|  | -          | -          |                 | Porto Rico | 2                  |                    |  |  |                    |                    |
|  | -          | -          |                 |            | 2                  |                    |  |  |                    |                    |
|  |            |            |                 |            |                    |                    |  |  |                    |                    |
|  |            |            |                 |            |                    |                    |  |  |                    |                    |

## Classifica finale
| Classifica | Squadre         |
| ---------- | --------------- |
|            | Rep. Dominicana |
|            | Venezuela       |
|            | Messico         |
| 4          | Porto Rico      |
| 5          | Costa Rica      |
| 6          | Nicaragua       |
| 7          | El Salvador     |
| 8          | Barbados        |